# Rabszolga (Asimov)
A Rabszolga (eredetileg angolul Galley Slave) Isaac Asimov egyik sci-fi novellája, amely a Galaxy magazin 1957. decemberi számában jelent meg. A Robottörténetek című novelláskötetben is olvasható.

## Történet
|  | Alább a cselekmény részletei következnek! |

A novella alaphelyzete egy 2034-es bírósági tárgyalás, ahol Simon Ninheimer egyetemi professzor perelte be az Amerikai Robotot. A vád állítása szerint az alperes által létrehozott korrektorrobot olyan módosításokat végzett el Ninheimer könyvében, amivel tönkretette hírnevét. A tanúk vallomásaiból tudjuk meg a hátteret:
Az Amerikai Robot 2033-ban megkereste az egyetemet, és rábeszélte a vezetőséget, hogy használják az Izé (EZ–27) nevű robotot. Ezt a robotot bízta meg Simon Ninheimer is a legújabb könyve korrektúrázásával. Saját tanúvallomása szerint a módosításokról csak akkor szerzett tudomást, amikor egyik kollégája fölhívta rá a figyelmét. A védelem (Scott Robertson, Alfred Lanning és Susan Calvin) természetesen tisztában van azzal, hogy egy robot ezt nem követhette volna el, azonban a bírót nem tudják meggyőzni. Utolsó lehetőségként cselhez folyamodnak: rábeszélik a bírót, hogy engedélyezze az EZ–27-es robot jelenlétét a tárgyaláson, majd Ninheimert kihallgatják, aki elmondja, hogy hírneve már sohasem lesz a régi, mivel lesznek olyanok, akik nem hiszik el, hogy nem a robot írta át a könyvet. Izé erre megpróbálja megvédeni a professzort, aki azonban azt hiszi, le akarja őt buktatni, így végül önmagát buktatja le, s a pert elveszti.
A professzor később elmondja Susan Calvinnak, hogy a gépek elleni küzdelem volt a célja, s hogy úgy gondolja, a robotok tönkreteszik az emberi kreativitást.
|  | Itt a vége a cselekmény részletezésének! |

## Megjelenések

### angol nyelven
1. Galaxy, 1957. december
2. Six Great Short Science Fiction Novels (Dell, 1960)
3. Time Waits for Winthrop, and Four Other Short Novels from Galaxy (Doubleday, 1962)
4. The Rest of the Robots (Doubleday, 1964)
5. Eight Stories from The Rest of the Robots (Pyramid, 1966)
6. The 7 Deadly Sins of Science Fiction (Fawcett, 1980)
7. The Complete Robot (Doubleday, 1982)
8. The Seven Deadly Sins and Cardinal Virtues of Science Fiction (Bonanza/Crown, 1982)
9. The Robot Collection (Doubleday, 1983)

### magyar nyelven
1. Galaktika, 1992. január (ford.: Baranyi Gyula, A robot korrektor címmel)
2. Robottörténetek, II. kötet (Móra, 1993, ford.: Baranyi Gyula)
3. Isaac Asimov teljes Alapítvány-Birodalom-Robot Univerzuma, I. kötet (Szukits, 2001, ford.: Baranyi Gyula)

| Előző      | Sorozat                                               | Következő       |
| ---------- | ----------------------------------------------------- | --------------- |
| Bizonyíték | Robot sorozat Alapítvány–Birodalom–Robot regényciklus | Az Első Törvény |